# Pacola
Pacola (1899-ig Pacholaj, szlovákul Obsolovce) Felsőbodok településrésze, korábban önálló falu Szlovákiában, a Nyitrai kerület Nagytapolcsányi járásában.

## Fekvése
Nagytapolcsánytól 15 km-re délnyugatra fekszik.

## Története

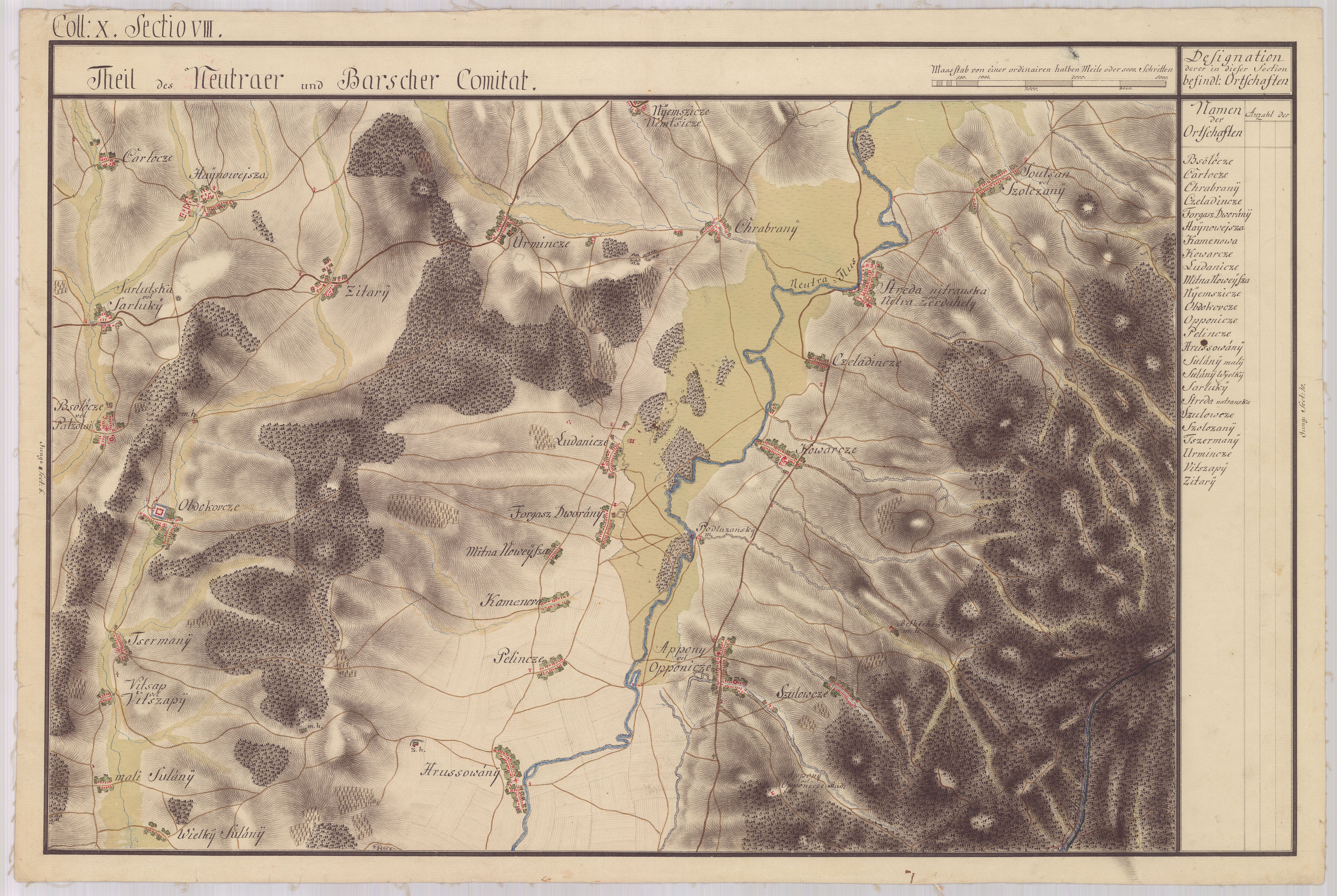
Első Katonai Felmérés (1763-1787)

A falu területén feltárt legkorábbi régészeti leletanyag a késő kőkorszakból származik. 1156-ban Poscolou alakban említik először, majd 1290-ben Pazalay, Pacola, 1330 Pozoley, 1773-ban Paczolay, Obsolowitz, Obsolowcze, 1786-ban Paczolaj, Pacscholaj, Obsolowce, 1808-ban Paczolaj, Obsolowce, 1863–1907 között Pacolaj, 1920–1976 között szlovákul Obsolovce. A település neve a szláv (szlovák) *psolov ’kutyás vadászat’ kifejezés magyarosodása.[forrás?] Az eredetileg királyi tulajdonban lévő falu lakói kötelesek voltak vadászkutyákat tenyészteni. A falu neve a "psolovci" (kutyás vadászok) szóból származik.
Nagy-Rippény a 14. században és a 15. század elején mezőváros volt, de a gyakori nagy tüzek által s a török háborúk alatt elpusztult, mely alkalommal a kántorság Paczolaj fiókközségbe helyeztetett át. 1384-ben Györödi Pobor fia nemes teljesítette egy Pacolai lány követeléseit Mohin, Nagygyőrödön, Vágpattán. 1505-ben Osvát két rokonával, Sóki Istvánnal és Baracskai Jakabbal együtt itt 3 lakott és egy lakatlan jobbágytelket kapott a Sóki család itteni birtokrészének felosztása során. 1506-ban Osvát és Sóki István megosztoztak a már korábban nyilván Baracskaival is megosztott vagyon kettejüket illető részén. Az itteni 2 telek Istvánnak jutott. A török ellenes harcok idején Pacolát többször fosztották ki török portyázók (1530-ban, 1599-ben, 1663-ban). Az 1589-es összeírás 19 hazát tart nyilván. Az 1664-1665-ös években Pacolaj, valamint a környező falvak kénytelenek voltak adót fizetni a törököknek. Ekkor 4 fejadófizetőt írtak össze a faluban és 1000 akcse adót. A település a 16. század közepére protestáns községgé vált. Bél Mátyás is említi 1742-es művében Paczolay vagy Psolowocze néven. Korabinszky János Mátyás 1786-ból származó enciklopédikus munkájában a falu Pacolaj, Obsolowce néven jelenik meg. 1750-ben a polgári iskolát átköltöztették Nagyrépénybe. Ioanes Helenbach a 18. század végén feltehetőleg téglagyártással is foglalkozott. Erről árulkodik az égetett agyagtéglákban elhelyezett "IH" pecsét. A 19. század végére a fehér szarvasgomba egyik jelentős hazai termőhelyeként tartották számon. 1920. május hó 20-án tartották meg a nezsette—chrabor—nagytapolcsányi helyi érdekű vasút közigazgatási bejárását amelynek egyik allomása volt.
A trianoni békeszerződésig Nyitra vármegye Nagytapolcsányi járásához tartozott.
A Paczolay család tagjai helységtől veszik nevüket. A településnek vagy részeinek az évszázadok alatt több ismert tulajdonosa volt:
- 1290 Irizlaus divéki nemes[12]
- 1432 Kaplath János – Zsigmond
- 1513-ban Majthényi Ráfael elfoglalta Tőkés-Ujfalusi János részbirtokát[13]
- 1549 Paczolay család[14]
- 1613 báró Malonyay[15]
- 1655 III. Ferdinánd elkobozza Bak de Alvincz Pétertől emberölés miatt
- 1658 Paczolay Zsigmond – I. Lipót[forrás?]
- 1658 Hidegvéghy Mihály[16] – III. Ferdinánd – Wesselényi-összeesküvésben való részvétel miatt 1670 júniusában Pacolajban a császári katonák elfogták, először Liptóújvárba, majd Bécsbe vitték, s összes vagyonát – melynek felét később visszanyerte – lefoglalták.
- 1662-ben itt élt Beniczky Ferenc – Beniczky Péter testvére
- 1664-ig Vizkelety Mihályné (szül. Thurzó Mária)[17]
- 1684 Paczolay Janos – I. Lipót
- 1692 Joannem Godefridum de Hellenpach[18] – I. Lipót
- 1702 Boronkay család – Boronkay Lőrinc
- 1706 Beniczky Ferenc (Beniczky Tamás Zólyom vármegye alispánjának a testvére) örököse hiányában a kincstárra szállott – I. József
- 1898 Fabricius Endre ügyvéd, földbirtokos, honvédhuszár főhadnagy[19]

## Népessége
1880-ban 186 lakosából 7 magyar, 22 német és 150 szlovák anyanyelvű volt.
1890-ben 156 lakosából 2 magyar, 7 német, 146 szlovák és 1 egyéb anyanyelvű volt.
1900-ban 196 lakosából 6 német, 185 szlovák és 1 egyéb anyanyelvű volt.
1910-ben 209 lakosából 4 magyar, 1 német, 203 szlovák és 1 egyéb anyanyelvű volt.
1921-ben 295 lakosából 2 magyar, 1 német és 292 csehszlovák volt.
1930-ban 284 lakosa mind csehszlovák volt. Ebből 269 római katolikus, 10 evangélikus, 1 izraelita és 4 más vallású volt.
1970-ben 390 lakosából 389 szlovák és 1 cseh volt.
2001-ben Felsőbodok 1656 lakosából 1627 szlovák volt.

## Nevezetességei
- 1806-ban barokk előzményen épült Keresztelő Szent János római katolikus temploma.[20]